# Комбюхен, Сигрид
Сигрид Комбюхен Окерман (швед. Sigrid Combüchen Åkerman; род. 16 января 1942, Золинген, Рейнская провинция) - современная шведская писательница и литературный критик. 

## Жизнь и творчество
Родилась в годы Второй мировой войны в Германии. В возрасте 6 лет, в 1948 году, Сигрид вместе с семьёй переехала в Швецию. Получила среднее образование в Хальмстаде в 1960 году и в том же году выходит в свет её первая повесть «Чистая комната». Получила высшее образование в области социальной политики; во время обучения в университете продолжает заниматься литературой. После завершения университетского образования работает в различных газетных и журнальных изданиях, пока в 1980-х годах не становится одной из со-учредительниц литературного обозрения „Allt om Böcker“. В то же время писательница выступает также как литературный критик со статьями в таких шведских ежедневных изданиях, как «Dagens Nyheter», «Svenska Dagbladet» и «Expressen». Международное признание приходит к Сигрид Комбюхен после выхода её романа «Байрон» в 1988 году, который был переведён на многие европейские языки. В 2010 году она пишет роман «Игры», разошедшемся только в Швеции в количестве более, чем в 100 тысяч экземпляров и за который Сигрид Комбюхен присуждается престижная Августовская премия в области литературы (в категории "лучший роман года"). 

## Награды и номинации
Помимо уже упомянутой Августовской премии (2010), Сигрид Комбюхен награждена премией Доблоуга (Dobloug-Preis, 1990), премией Сельмы Лагерлёф (Selma-Lagerlöf-Preis, 2004), а также Большой премией Самфундер Де Нио (Großer Preis des Samfundet De Nio). В 2003 году она становится доцентом кафедры литературы Лундского университета.

## Сочинения (избранное)
- Чистая комната  (Ett rumsrent sällskap) (1960)
- В Северной Европе (I norra Europa) (1977)
- Жара  (Värme) (1980)
- Байрон (Byron) (1988)
- Короткие и длинные главы  (Korta och långa kapitel) (1992)
- Парцифаль (Parsifal) (1998)
- Заплыв в проливе  (En simtur i sundet) (2003)
- Альпинист по жизни. Книга о Кнуте Гамсуне (Livsklättraren. En bok om Knut Hamsun) (2006)
- Игры (Spill) (2010)
- Нечестивые  (Den umbärliga) (2014)
- Сидони и Натали  (Sidonie & Nathalie) (2017).

## Дополнения
- Комбюхен, Сигрид на perlentaucher.de – das Kulturmagazin  (нем.)